# Cynorkis schlechteri
Cynorkis schlechteri là một loài thực vật có hoa trong họ Lan. Loài này được H.Perrier mô tả khoa học đầu tiên năm 1929.